# Mariusz Forecki
Mariusz Forecki (ur. 1962 w Poznaniu) – polski artysta,  fotograf, dokumentalista, wykładowca uniwersytecki. Obecnie uważany za jednego z najbardziej cenionych dokumentalistów w Polsce  . Właściciel Agencji Prasowej i Fotograficznej TAMTAM. Pomysłodawca, współzałożyciel i Prezes Zarządu Fundacji PIX.HOUSE. 

## Życiorys
Mariusz Forecki jest absolwentem Instytutu Twórczej Fotografii Uniwersytetu Śląskiego w Opawie (Czechy). Na tym samym uniwersytecie rozpoczął przewód doktorski finalnie otrzymując tytuł doktora. 
Uważany jest obecnie za jednego z najlepszych fotodokumentalistów w krajuJest autorem wielu znaczących projektów rejestrujących zmiany zachodzące w Polsce po 1989 roku, np. stworzonego oddolnie wraz z Tomaszem Reissem: „Opowiedz nam swoją historię”, którego autorzy samodzielnie powiesili na szybach przystanków autobusowych w Poznaniu plakaty zachęcające ludzi do kontaktu z fotografami w celu udokumentowania opowieści, którymi chcą się podzielić. Happening wskazuje tym samym nową, artystyczną drogę dotarcia do ludzi i ich historii.
Intensywnie fotografuje też na terenach byłego ZSRR (Armenia, Białoruś, Czeczenia, Litwa, Rosja, Ukraina). Jest zdobywcą wielu nagród w konkursach fotografii prasowej. Jest laureatem Medalu Młodej Sztuki (1993) oraz Nagrody Artystycznej Miasta Poznania (2010). W 2004 roku został wyróżniony przez Związek Polskich Artystów Fotografików za osiągnięcia w fotografii dokumentalnej. W 2010 roku został stypendystą Ministerstwa Kultury i Dziedzictwa Narodowego. W 2016 roku za książkę Człowiek w ciemnych okularach, zaprojektowaną przez Andrzeja Dobosza, otrzymał nagrodę w kategorii: fotografia współczesna podczas Miesiąca Fotografii w Bratysławie.
Mariusz Forecki jest prezesem i współzałożycielem Fundacji PiX.HOUSE promującej fotografię organizując wystawy i spotkania autorskie oraz sprzedając książki. Jest także wykładowcą we Wrocławskiej Szkole Fotografii. Mariusz Forecki prowadzi też autorskie warsztaty mentorskie Szkoła dokumentu oraz Warsztaty fotografii analogowej. Uczestniczy również w pracach jury podczas konkursów fotograficznych. .  
Do roku 1991 pracował w tygodniku Wprost, później w tygodniku Poznaniak, Polskiej Agencji Prasowej, Redakcji Fotograficznej i Gazecie Wyborczej. Był członkiem rzeczywistym Okręgu Wielkopolskiego Związku Polskich Artystów Fotografików (legitymacja nr 914).
Mariusz Forecki wielokrotnie prezentował  swoje prace w ramach międzynarodowych i krajowych wystaw fotograficznych o tematyce społecznej. Swoje fotografie pokazywał na wielu festiwalach – m.in. w holenderskim Noorderlicht Festival, Biennale Fotografii w Pradze, Miesiącu Fotografii w Bratysławie, Biennale Fotografii w Poznaniu, festiwalu KAUNASPHOTO w Kownie, Rybnickim Festiwalu Fotografii, Usimages Biennale. W 2011 roku był jednym z autorów Kolekcji Wrzesińskiej. Był współtwórcą (wspólnie z Grzegorzem Dembińskim i Andrzejem Marczukiem) internetowego magazynu fotografii dokumentalnej 5klatek, wydawanego w latach 2006–2009. Autor książek: I Love Poland (ZPAF OW, Poznań 2009), Poznań – Kultura na każdą porę (Wydawnictwo Miejskie, Poznań 2011), Kolekcja Wrzesińska 2011 (Września 2012), W pracy (ZPAF OW, Poznań 2012), Człowiek w ciemnych okularach (ZPAF OW, PIX.HOUSE, Poznań 2016), Mechanizm (PIX.HOUSE, Poznań 2019), KURZ (PIX.HOUSE, Poznań 2022).

## Publikacje (albumy)
- I Love Poland (ZPAF OW, Poznań, 2009)
- Poznań – Kultura na każdą porę (Wydawnictwo Miejskie, Poznań, 2011)
- Kolekcja Wrzesińska 2011 (Września, 2012)
- W pracy (ZPAF OW, Poznań, 2012)
- Człowiek w ciemnych okularach (ZPAF OW, PIX.HOUSE, Poznań 2016)
- Mechanizm (PIX.HOUSE, Poznań, 2019)
- Pod maską (PIX.HOUSE, Poznań, 2021)
- Bluebox (PIX.HOUSE, Poznań, 2021)
- KURZ (PIX.HOUSE, Poznań, 2022)

## Galeria

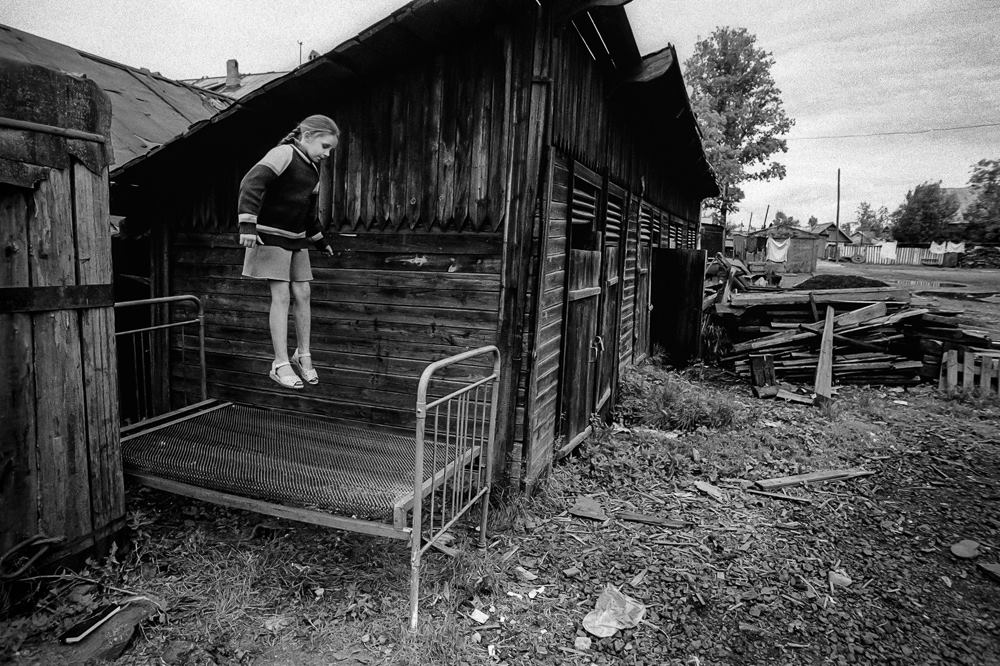
Autonomiczny Okręg Żydowski w Rosji, 1990.
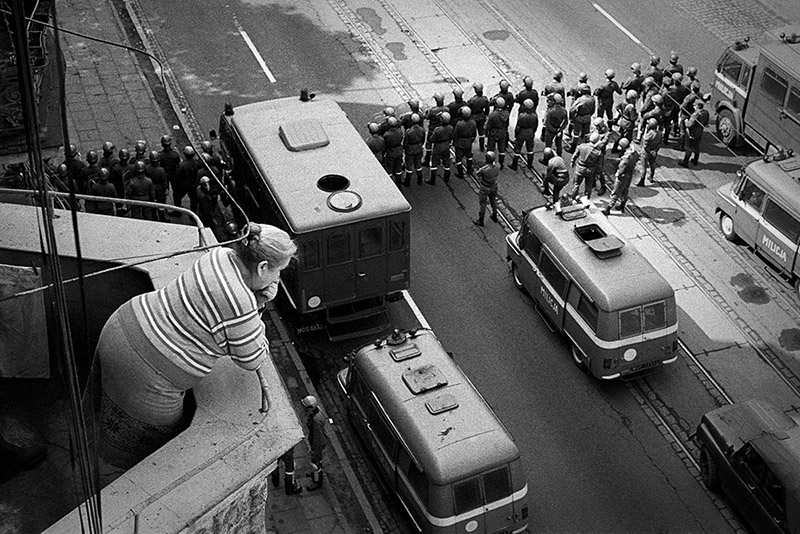
Pochód 1-majowy. Poznań, 1988.
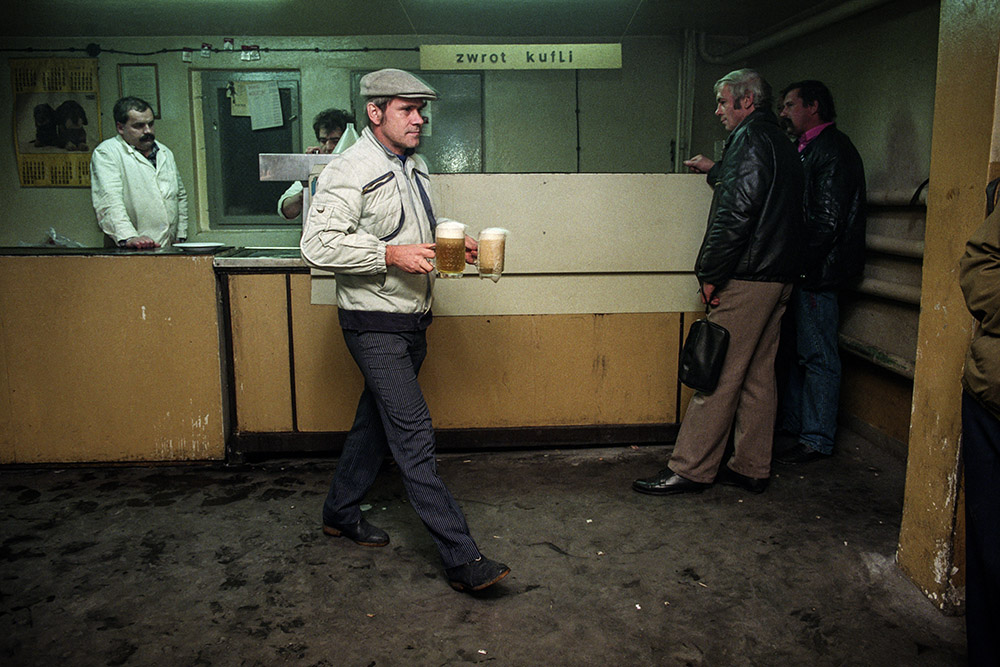
Bar. Września, 1991.
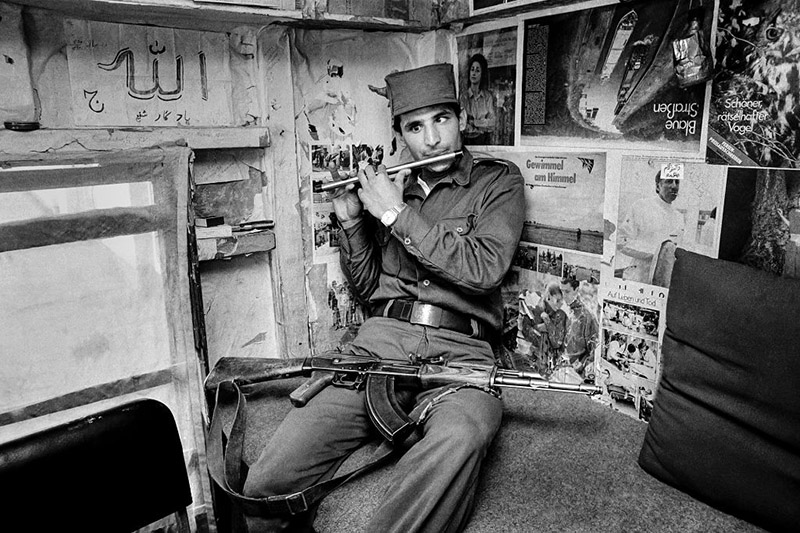
Afganistan, Kabul, 1990.
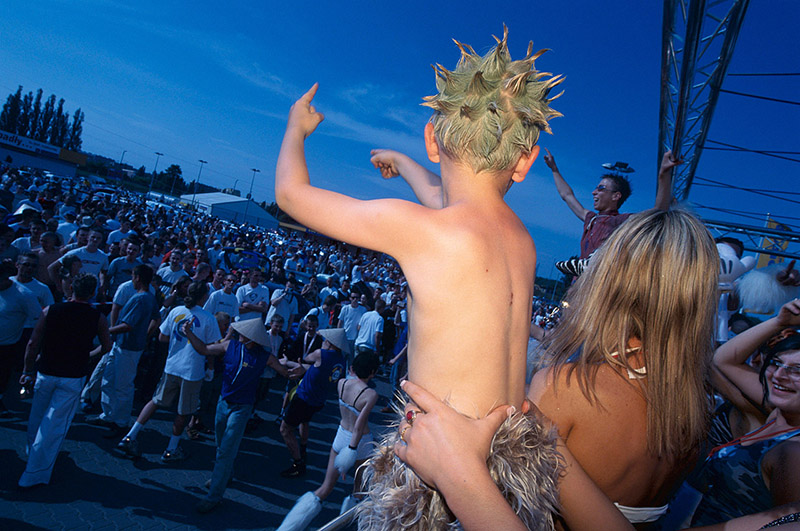
Z cyklu Bluebox. Poznań, 2004.
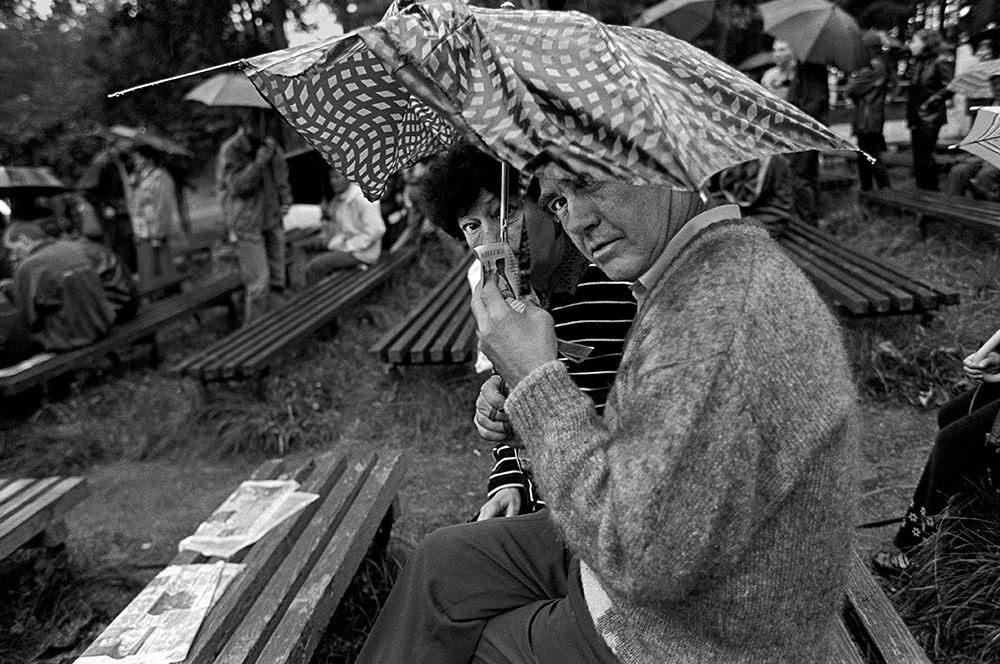
Białoruś, 2000.
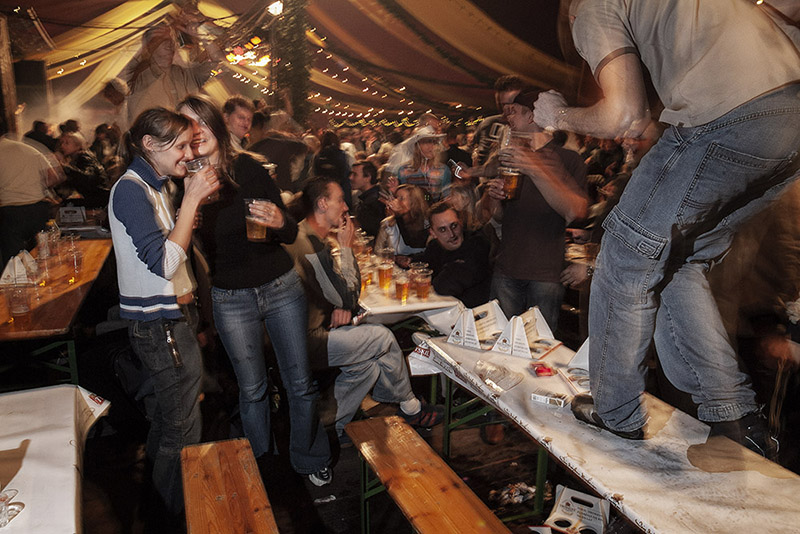
Karczma piwna. Tychy, 2004.